# تلال موريس
تلال موريس، هي سلسلة متناثره من التلال تبعد 6 ميل من البحر (11 كم) في شمال شرق بيترسن بيك، في لا جرانج نوناتاك من الشمال وسط هكلتون في سلسلة جبال شاكلتون الشمالية الوسطى، في القارة القطبية الجنوبية. اُكتشفت لأول مره في عام 1957 واكتشفتها بعثة الكومنولث العابره للقارة عبر القطب الجنوبي، وقد صورتُ عام 1967 من قبل البحرية الاميركية (التصوير الجوي ثلاثي التريمتروغون) وتم تسميتها بتلال من قبل لجنه أسماء الاماكن، انتاركتيا بالمملكة المتحده لليزلي.ف.موريس، عضو البعثة الجمعية الملكية الدولية للسنة الجيوفيزيائية في الجرف الجليدي بروانت، وقد امضى عده اسابيع ف عام 1957 للمساعدة في الاستعدادات النهائية لرحلة ترانسبولتر.